# Дий (река)
Дий (на английски: Dee) е река дълга около 154 км в североизточната част на Шотландия, област Абърдийншър. Изворът на реката се намира на платото Карнгормс в източната част на Шотландските планини. В горното си течение, тече в планински местности, а недалеч от моста Бреймар преминава в каскади и неголеми водопади, известни под названието Лин ъф Дий. Средното течение на реката тече на изток из историческата територия Мар, заобикаляйки замъка Белморал, една от резиденциите на английските крале. В този регион, реката се отличава с особена живописност, което способства за превръщането на тази част от долината в популярна зона за летен отдих. Около реката са разположени градовете Балатър и Банхори, и селата Бреймар, и Абойн. Около устието е разположен Абърдийн, най-големият град в Североизточна Шотландия. Река Дий представлява също така и интерес за почитателите на спортния риболов.